# Roman Zarzycký
Roman Zarzycký (* 7. září 1977 Plzeň) je český politik a manažer, od října 2022 primátor města Plzně, předtím od února do listopadu 2022 náměstek hejtmana Plzeňského kraje pro ekonomiku, v letech 2018 až 2022 první náměstek primátora města Plzně, v letech 2014 až 2018 a opět od roku 2022 zastupitel městského obvodu Plzeň 1, člen hnutí ANO.

## Osobní život
Absolvoval Fakultu multimediálních komunikací Univerzity Tomáše Bati ve Zlíně. V letech 1998 až 2012 byl šéfem mediálního zastoupení rozhlasových stanic, poté pracoval jako výkonný ředitel plzeňského hokejového klubu HC Škoda Plzeň.
Má za sebou aféru, v rámci níž byl souzen za nezákonné zveřejnění soukromé internetové korespondence své bývalé ženy. Odvolací soud ho však následně osvobodil, protože bylo prokázáno, že se situace vůbec nestala a šlo pouze o spor bývalých manželů. 

## Politické působení
V roce 2014 vstoupil do hnutí ANO 2011, v komunálních volbách 2014 za hnutí kandidoval do zastupitelstva města Plzně a stal se zastupitelem. V komunálních volbách 2018 byl lídrem plzeňské kandidátky. Volby se mu podařilo vyhrát, ale kvůli koaliční dohodě s ODS se nakonec stal prvním náměstkem pro správu a řízení majetkových účastí města v obchodních korporacích a pro oblast sportu a cestovního ruchu.
V komunálních volbách v roce 2014 byl za hnutí ANO zvolen zastupitelem městského obvodu Plzeň 1. Ve volbách v roce 2018 se mu tuto funkci nepodařilo obhájit. Zastupitelem se tak znovu stal až po volbách v roce 2022, kdy kandidoval za uskupení „ANO 2011 a nezávislí“.
V krajských volbách 2020 byl lídrem kandidátky hnutí ANO do Zastupitelstva Plzeňského kraje. Volby vyhrál, ale nakonec skončil v opozici. V únoru 2022 se ale koalice rozpadla, a hnutí ANO se domluvilo na spolupráci s Piráty a STAN, Zelenými, Pro Plzeň. Stal se neuvolněným náměstkem hejtmana pro ekonomiku, byl jím do listopadu 2022, kdy na funkci rezignoval z důvodu, že se stal primátorem Plzně. Mandát krajského zastupitele posléze obhájil v krajských volbách v roce 2024.
V komunálních volbách 2022 byl lídrem kandidátky do Zastupitelstva města Plzně. Ve volbách skončilo hnutí ANO těsně druhé, nicméně koalice ANO, Pirátů, STAN a PRO Plzeň obešlo vítěznou koalici SPOLU a utvořilo koalici. V rámci koaliční dohody se na ustanovujícím zasedání zastupitelstva města Plzně stal 18. října 2022 primátorem města Plzně.
Ve volbách do Poslanecké sněmovny PČR v roce 2025 kandiduje z předposledního 19. mísa kandidátní listiny hnutí ANO v Plzeňském kraji.